# David Cornejo Chinguel
David Cornejo Chinguel (Jaén, Cajamarca 1 de marzo de 1956) es un ingeniero industrial y político peruano. Fue alcalde de la provincia de Chiclayo desde enero del 2015 hasta noviembre del 2018 tras haber sido detenido por el delito de liderar la organización criminal "Los temerarios del crimen" por lo que ha sido condenado y purga condena en prisión. Fue también diputado por La Libertad durante el breve periodo 1990-1992.

## Biografía
Nació en la provincia de Jaén, ubicado en el Departamento de Cajamarca, el 1 de marzo de 1956.
Hizo sus estudios primarios en la Escuela Vocacional 061 y secundarios en el Colegio Alfonso Villanueva Pinillos ambos en Jaén. Posteriormente, estudió y culminó sus estudios de ingeniería industrial en la Universidad Nacional de Trujillo.

## Carrera política
Fue miembro del Partido Popular Cristiano y dirigente en el Departamento de Lambayeque, ocupando los cargos de secretario departamental de juventudes y secretario general.

### Diputado por La Libertad
En las elecciones parlamentarias de 1990 fue elegido diputado por el Frente Democrático (FREDEMO) representando a departamento de La Libertad. Obtuvo 10,239 votos para el periodo parlamentario 1990-1995. En estas elecciones, el candidato Rafael Risco Boado denunció la realización de un fraude en su contra para favorecer la candidatura de Cornejo.
Estuvo haciendo sus funciones hasta que el 5 de abril de 1992, su cargo fue disuelto por el expresidente Alberto Fujimori tras el golpe de Estado. Cornejo intentó postular al Congreso Constituyente Democrático por el PPC, sin embargo, no resultó elegido.
Intentó la alcaldía de la provincia de Trujillo en 1998 por el movimiento fujimorista Vamos Vecino sin logar tener éxito.

### Alcalde de Chiclayo
Para las elecciones regionales y municipales del 2014, se afilió al partido Alianza para el Progreso de César Acuña y postuló a la alcaldía de Chiclayo donde logró ser electo alcalde provincial para el periodo municipal 2015-2018.

#### Destitución
El 29 de noviembre del 2018 al término de su gestión, fue detenido por la policía nacional, acusado de presuntamente liderar la organización criminal "Los temerarios del crimen", implicado por los presuntos delitos de corrupción de funcionarios y organización criminal.Fue destituido del cargo y reemplazado por el regidor Guillermo Segura Díaz para las semanas restantes del periodo.

## Procesos Penales

#### Condena
Hacia diciembre del 2021, con el próximo vencimiento de su detención preventiva, se informaba la posibilidad de que Cornejo pudiera recuperar su libertad, lo que terminó sucediendo. Sin embargo, en enero del 2022 fue sentenciado a 5 años y cinco meses de prisión efectiva y al pago de una reparación civil de 300 mil soles por lo que se ordenó su captura. En segunda instancia, dicha condena fue reducida a 4 años y 8 meses al haberse acreditado que Cornejo Chinguel, siendo alcalde de Chiclayo, de marzo a setiembre de 2017 habría invocado tener influencias –ante el empresario Ángel Salvador Espinoza Castro– respecto de los miembros del comité de selección de la Licitación N° 03-2017- MPCH-CS para la adquisición de llantas para la flota vehicular de la municipalidad provincial de Chiclayo.
Asimismo, en diciembre del 2022 Cornejo Chinguel y Willy Serrato Puse fueron condenados por la Sala Penal Especial de la Corte Suprema de Justicia a 3 años y 17 días de pena privativa de libertad suspendida luego de que ambas reconocieran haber sobornado al fiscal Abel Concha